# Luyến mộ
Luyến mộ (tiếng Hàn: 연모; Hanja: 戀慕 (Luyến mộ); Romaja: Yeonmo) là một bộ phim truyền hình Hàn Quốc được phát sóng năm 2021 với sự tham gia của các diễn viên Park Eun-bin, Rowoon, Nam Yoon-su, Choi Byung-chan, Bae Yoon-kyung và Jung Chae-yeon. Bộ phim được sản xuất bởi đạo diễn Song Hyun-wook và biên kịch Han Hee-jung, và được chuyển thể từ bộ webtoon cùng tên: Yeonmo của nhà văn Lee So-young. Phim được phát sóng vào thứ Hai và thứ Ba hàng tuần vào lúc 21:30 (KST) trên kênh truyền hình KBS2 từ ngày 11 tháng 10 năm 2021 đến ngày 14 tháng 12 năm 2021 với độ dài 20 tập, và được chiếu đồng thời trên nền tảng Netflix tại một số khu vực.

## Nội dung
Bộ phim lấy bối cảnh vào triều đại Joseon, vào thời điểm mà các cặp song sinh bị coi là điềm gở. Thế tử tần - chính thất của Thế tử lúc bấy giờ (tức Đại vương Ye-jong sau này) vô tình sinh ra một cặp song sinh trai gái là Lee Hwi và Dam Yi. Để tránh đem lại điềm gở cho vương thất, bé gái Dam Yi bị buộc phải chết. Để cứu con gái mình, bà đã bí mật đem đứa trẻ ra khỏi cung điện. Vài năm sau, cậu con trai - thế tử Lee Hwi - bất ngờ bị ám sát; trong khi người con gái Dam Yi lại vô tình trở thành cung nữ trong nội cung. Để che giấu cái chết của thế tử nhỏ tuổi, bé gái (Park Eun-bin) đó đã được hoán đổi và phải sống dưới thân phận của người anh trai Lee Hwi. Sau khi mẹ cô qua đời, Lee Hwi (Dam Yi) luôn mang trong mình tâm trạng lo lắng vì sợ bị lộ thân phận. Vì vậy, cô không thể thân thiết với bất kỳ ai và luôn phải che giấu cảm xúc của mình.
Jung Ji-Woon (Rowoon) là một Ti thư của Thị Giảng Viện trong Đông cung, chịu trách nhiệm dạy học cho Thế tử để hạ Lee Hwi, nổi tiếng với tướng mạo cùng ngoại hình xuất chúng, và xuất thân từ một gia đình quý tộc. Anh là một người thông minh, ưa nhìn và luôn lạc quan. Dần dần, Lee Hwi bắt đầu nảy sinh tình cảm với Jung Ji-Woon.

## Diễn viên

### Nhân vật chính
| Diễn viên                               | Nhân vật                      | Giới thiệu |
| Park Eun-bin (thời nhỏ: Choi Myung-bin) | Dam Yi / Thế tử để hạ Lee Hwi | Bé trai Lee Hwi và bé gái Dam Yi là 2 đứa trẻ song sinh của Thế tử tần năm xưa. Cả 2 cùng sở hữu khuôn mặt trắng như tuyết, đôi mắt lạnh lùng, tướng mạo xinh đẹp và vẻ uy nghiêm, là những tiêu chuẩn hoàn hảo của một Vương thế tử tương lai. Sau khi người anh song sinh Lee Hwi bất ngờ qua đời, Dam Yi buộc phải thay thế anh trai sống cuộc đời của một Thế tử để hạ giả mạo. Để giữ bí mật danh tính, cô luôn phải thể hiện vẻ lạnh lùng nên thường bị gọi là "Đông Băng Khố", không thể biểu lộ cảm xúc và không cho phép bất cứ ai được lại gần.                            |
| Rowoon (thời nhỏ: Go Woo-rim)           | Jung Ji-woon                  | Chủ nhân của Tam Khai Phòng. Giữ chức Ti thư của Thị Giảng Viện trong Đông Cung Điện, chịu trách nhiệm dạy học cho Thế tử, đồng thời cũng từng là mối tình đầu của Lee Hwi (Dam Yi). Nổi bật với vẻ ngoài điển trai và nhân cách tuyệt vời, anh không chỉ là một người cứng rắn, kiên trì và can đảm; mà còn có tính cách phóng khoáng, lạc quan, và luôn quan niệm tận hưởng cuộc sống mà không phải hối tiếc. Là con trai của Jung Seok-jo - người đứng đầu Tư Hiến phủ, vốn là nhân tài ở kỳ khoa cử của triều đình, nhưng lại lựa chọn tự tìm kiếm con đường riêng cho bản thân. |

### Nhân vật xung quanh Jung Ji-woon
| Diễn viên    | Nhân vật         | Giới thiệu |
| Bae Soo-bin  | Jung Seok-jo     | Cha của Jung Ji-woon, thuộc Tư Hiến phủ. Là người biết phân biệt đúng sai và luôn giữ được bình tĩnh.                                                                               |
| Park Eun-hye | Kim thị Phu nhân | Mẹ của Jung Ji-woon. Là một người phụ nữ xinh đẹp, đức hạnh, xuất thân quý tộc. Bà chăm sóc Ji-woon bằng sự ân cần vô hạn và đôi khi còn biểu lộ ra ngoài vẻ đáng yêu của bản thân. |
| Jang Se-hyun | Jil-geum         | Ngây thơ và nhút nhát, cậu được gọi là "đại ca" sau khi được Ji-woon cứu. |

### Nhân vật khác
| Diễn viên                            | Nhân vật                                           | Giới thiệu |
| Lee Pil-mo                           | Thế tử để hạ, sau này là Đại vương điện hạ Ye-jong | Cha của Lee Hwi và Dam Yi. Vốn là vương tử thứ 3 của Thế tổ đại vương nhưng được kế vị sau khi Thế tử Do-hyeon mất. |
| Nam Yoon-su (thời nhỏ: Choi Ro-woon) | Jaeun quân / Lee Hyun                              | Là một vương tử, con trai của Thế tử đã mất Do-hyeon. Tuy nhiên lại trở thành người anh em thân thiết cùng lớn lên trong cung với Lee Hwi. Tính cách nhiệt huyết và tốt bụng, không kiêu ngạo hay bốc đồng, hiểu đạo lý. |
| Choi Byung-chan                      | Kim Ga-on                                          | Hộ vệ của Lee Hwi. Có thể chất mạnh mẽ và võ nghệ điêu luyện với một quá khứ bí ẩn. Tính tình lạnh lùng, không để lộ cảm xúc, luôn âm thầm theo sát Lee Hwi như hình với bóng. Hết mực trung thành và tận tụy bảo vệ Thế tử. |
| Bae Yoon-kyung                       | Shin So-eun                                        | Là con gái độc nhất của Lý Triều Phán thư, một trong 6 Phán thư - những vị quan đại thần giữ quyền lực cao nhất dưới thời Joseon. Một mỹ nữ với tư tưởng phóng khoáng, không nản lòng để theo đuổi bất kỳ chàng trai nào mà mình yêu thích. Sẵn sàng làm mọi cách để đạt được thứ mình mong muốn. Một ngày nọ cô gặp Jung Ji-woon và đem lòng yêu mến anh. |
| Jung Chae-yeon                       | Noh Ha-kyung                                       | Bị buộc phải định sẵn trở thành Thế tử tần - chính thất của Thế tử Lee Hwi ngay từ khi còn nhỏ. Cô đem lòng yêu Lee Hwi sau khi nhìn thấy dung mạo của anh. |
| Kim Taek                             | Won San quân                                       | Anh trai của Lee Hyun và là đại vương tử của Thế tử đã mất Do-hyeon. Là một người có thông minh, vốn được tiên vương sủng ái, nổi trội so với những vương tử cùng trang lứa. Tuy nhiên sau cái chết của cha mình, anh trở nên tham vọng với quyền lực. |
| Kim In-kwon                          | Yang Moon-soo / Phụ đức Yang                       | Giữ chức Phụ đức của Thị Giảng viện (Viện Si-gang), đảm nhận việc giáo dục của Thế tử Lee Hwi, theo dõi nhà vua và thế tử. |
| Kim Seo-ha                           | Chang Woon quân                                    | Chú của Lee Hwi, là một vương tử tai tiếng với sở thích ăn chơi và điên loạn, tính cách bốc đồng, hung hãn, dường như không hề sợ hãi. |
| Lee Il-hwa                           | Vương đại phi                                      | Mẹ của vua Ye-jong. Tuy chỉ với thân phận Vương đại phi của tiên vương, nhưng bà có quyền lực rất lớn trong triều đình. Có tham vọng và khả năng lãnh đạo bẩm sinh. Bà trờ thành lá chắc vững chắc cho Thế tử Lee Hwi. |
| Baek Hyeon-joo                       | Thượng cung Kim                                    | Thượng cung Kim là người thân thiết nhất với Lee Hwi trong vương cung, người biết toàn bộ quá trình từ khi sinh ra đến khi lớn lên của Lee Hwi. |
| Noh Sang-bo                          | Park Bum-do / Văn học Park                         | Giữ chức Văn học của Thị Giảng viện. Một người tài năng, nhưng luôn cảm thấy mình nhỏ bé trước Thế tử Lee Hwi. Luôn âm thầm tận tụy với niềm tin rằng vị quốc vương tương lai sẽ được dạy dỗ đúng đắn. |
| Kim Min-seok                         | Choi Man-dal / Thư lại Choi                        | Thư lại của Thị Giảng viện, người biết mọi tin tức trong và ngoài vương cung. |
| Jo Sung-kyu                          |                                                    | Quản gia của Chang Hyun quân |

### Khách mời đặc biệt
| Diễn viên   | Nhân vật           | Giới thiệu                     |
| Han Chae-ah | Thế tử tần Hàn thị | Mẹ ruột của Lee Hwi và Dam Yi. |

## Sản xuất

### Quay phim
- Quá trình quay phim đã bị tạm dừng vào ngày 26 tháng 7 năm 2021, vì một trong những nhân viên sản xuất tham gia vào quá trình quay phim đã được xét nghiệm dương tính với COVID-19 trong ngày 24/07. Cùng ngày, toàn bộ diễn viên và nhân viên sản xuất sau đó đã được kiểm tra và tự cách ly. Vào ngày 27/07, Park Eun-bin, Lee Pil-mo và Bae Soo-bin đã có kết quả xét nghiệm âm tính với COVID-19.[28][29][30] Vào ngày 28/07, có thông tin rằng kết quả xét nghiệm của Nam Yoon-su cũng là âm tính.[31] Việc quay phim đã được tiếp tục ngay trong ngày hôm đó.[32]
- Ngày 6 tháng 8, một nguồn tin tiết lộ rằng việc quay phim đã bị hủy bỏ do có vụ hỏa hoạn xảy ra vào lúc 21:10 ngày hôm trước, khi đoàn phim đang quay phim tại Làng dân tộc Hàn Quốc ở Yongin, tỉnh Gyeonggi. Đám cháy may mắn đã được lực lượng cứu hỏa dập tắt trong vòng 20 phút.[33]

## Nhạc phim

### Phần 1
| Phát hành ngày 12/10/2021 | Phát hành ngày 12/10/2021            | Phát hành ngày 12/10/2021 | Phát hành ngày 12/10/2021 | Phát hành ngày 12/10/2021 | Phát hành ngày 12/10/2021 |
| STT                       | Nhan đề                              | Phổ lời                   | Phổ nhạc                  | Nghệ sĩ                   | Thời lượng                |
| ------------------------- | ------------------------------------ | ------------------------- | ------------------------- | ------------------------- | ------------------------- |
| 1.                        | "Shadow of You" (그림자 사랑)        | Han Seong-ho              | Lee Hyun-seung TM         | Super Junior-K.R.Y.       | 3:51                      |
| 2.                        | "Shadow of You" (그림자 사랑; Inst.) |                           | Lee Hyun-seung TM         | Super Junior-K.R.Y.       | 3:51                      |

### Phần 2
| Phát hành ngày 19/10/2021 | Phát hành ngày 19/10/2021      | Phát hành ngày 19/10/2021 | Phát hành ngày 19/10/2021                                                     | Phát hành ngày 19/10/2021 | Phát hành ngày 19/10/2021 |
| STT                       | Nhan đề                        | Phổ lời                   | Phổ nhạc                                                                      | Nghệ sĩ                   | Thời lượng                |
| ------------------------- | ------------------------------ | ------------------------- | ----------------------------------------------------------------------------- | ------------------------- | ------------------------- |
| 1.                        | "One and Only" (알아요)        | Han Seong-ho              | Park Geun-tae Kang Eun-kyung Kim Do-hoon (RBW) Lee Hyun-seung Hwang Tae-young | Lyn                       | 4:10                      |
| 2.                        | "One and Only" (알아요; Inst.) |                           | Park Geun-tae Kang Eun-kyung Kim Do-hoon (RBW) Lee Hyun-seung Hwang Tae-young | Lyn                       | 4:10                      |

### Phần 3
| Phát hành ngày 26/10/2021 | Phát hành ngày 26/10/2021 | Phát hành ngày 26/10/2021 | Phát hành ngày 26/10/2021 | Phát hành ngày 26/10/2021 | Phát hành ngày 26/10/2021 |
| STT                       | Nhan đề                   | Phổ lời                   | Phổ nhạc                  | Nghệ sĩ                   | Thời lượng                |
| ------------------------- | ------------------------- | ------------------------- | ------------------------- | ------------------------- | ------------------------- |
| 1.                        | "If I"                    | VIP                       | VIP                       | Baek Ji-young             | 3:41                      |
| 2.                        | "If I" (Inst.)            |                           | VIP                       | Baek Ji-young             | 3:41                      |

### Phần 4
| Phát hành ngày 2/11/2021 | Phát hành ngày 2/11/2021 | Phát hành ngày 2/11/2021                                   | Phát hành ngày 2/11/2021                                                          | Phát hành ngày 2/11/2021 | Phát hành ngày 2/11/2021 |
| STT                      | Nhan đề                  | Phổ lời                                                    | Phổ nhạc                                                                          | Nghệ sĩ                  | Thời lượng               |
| ------------------------ | ------------------------ | ---------------------------------------------------------- | --------------------------------------------------------------------------------- | ------------------------ | ------------------------ |
| 1.                       | "I Believe"              | Han Seung-hoon Kim Chang-rak (Aiming) Kim Soo-bin (Aiming) | Han Seung-hoon Kim Chang-rak (Aiming) Im Soo-hyuk (Aiming) Kang Min-hoon (Aiming) | An Da-eun                | 3:46                     |
| 2.                       | "I Believe" (Inst.)      |                                                            | Han Seung-hoon Kim Chang-rak (Aiming) Im Soo-hyuk (Aiming) Kang Min-hoon (Aiming) | An Da-eun                | 3:46                     |

### Phần 5
| Phát hành ngày 9/11/2021 | Phát hành ngày 9/11/2021          | Phát hành ngày 9/11/2021 | Phát hành ngày 9/11/2021                       | Phát hành ngày 9/11/2021 | Phát hành ngày 9/11/2021 |
| STT                      | Nhan đề                           | Phổ lời                  | Phổ nhạc                                       | Nghệ sĩ                  | Thời lượng               |
| ------------------------ | --------------------------------- | ------------------------ | ---------------------------------------------- | ------------------------ | ------------------------ |
| 1.                       | "Hide and Seek" (숨바꼭질)        | Han Seong-ho             | Han Seong-ho Park Soo-seok Seo Ji-eun Moon Kim | Vromance                 | 3:39                     |
| 2.                       | "Hide and Seek" (숨바꼭질; Inst.) |                          | Han Seong-ho Park Soo-seok Seo Ji-eun Moon Kim | Vromance                 | 3:39                     |

### Phần 6
| Phát hành ngày 16/11/2021 | Phát hành ngày 16/11/2021      | Phát hành ngày 16/11/2021 | Phát hành ngày 16/11/2021 | Phát hành ngày 16/11/2021 | Phát hành ngày 16/11/2021 |
| STT                       | Nhan đề                        | Phổ lời                   | Phổ nhạc                  | Nghệ sĩ                   | Thời lượng                |
| ------------------------- | ------------------------------ | ------------------------- | ------------------------- | ------------------------- | ------------------------- |
| 1.                        | "Full of You" (티가 나)        | Han Seong-ho Jxxdxn       | Lee Hyun-seung TM         | Haeyoon (Cherry Bullet)   | 3:16                      |
| 2.                        | "Full of You" (티가 나)        | Han Seong-ho Jxxdxn       | Lee Hyun-seung TM         | Vromance                  | 3:15                      |
| 3.                        | "Full of You" (티가 나; Inst.) |                           | Lee Hyun-seung TM         | Haeyoon (Cherry Bullet)   | 3:16                      |
| 4.                        | "Full of You" (티가 나; Inst.) |                           | Lee Hyun-seung TM         | Vromance                  | 3:15                      |

### Phần 7
| Phát hành ngày 23/11/2021 | Phát hành ngày 23/11/2021 | Phát hành ngày 23/11/2021      | Phát hành ngày 23/11/2021 | Phát hành ngày 23/11/2021 | Phát hành ngày 23/11/2021 |
| STT                       | Nhan đề                   | Phổ lời                        | Phổ nhạc                  | Nghệ sĩ                   | Thời lượng                |
| ------------------------- | ------------------------- | ------------------------------ | ------------------------- | ------------------------- | ------------------------- |
| 1.                        | "Hello" (안녕)            | Han Seong-ho Kim Do-hoon (RBW) | Kim Do-hoon (RBW)         | Rowoon (SF9)              | 3:16                      |
| 2.                        | "Hello" (안녕; Inst.)     |                                | Kim Do-hoon (RBW)         | Rowoon (SF9)              | 3:16                      |

## Tỷ suất người xem
| Mùa | Mùa | Số tập | Số tập | Số tập | Số tập | Số tập | Số tập | Số tập | Số tập | Số tập | Số tập | Số tập | Số tập | Số tập | Số tập | Số tập | Số tập | Số tập | Số tập | Số tập | Số tập | Trung bình |
| Mùa | Mùa | 1      | 2      | 3      | 4      | 5      | 6      | 7      | 8      | 9      | 10     | 11     | 12     | 13     | 14     | 15     | 16     | 17     | 18     | 19     | 20     | Trung bình |
| --- | --- | ------ | ------ | ------ | ------ | ------ | ------ | ------ | ------ | ------ | ------ | ------ | ------ | ------ | ------ | ------ | ------ | ------ | ------ | ------ | ------ | ---------- |
|     | 1   | 1.137  | 1.148  | 1.095  | 0.981  | 0.995  | 0.941  | 1.205  | 1.355  | 1.302  | 1.183  | 1.155  | 1.470  | 1.757  | 1.562  | 1.726  | 1.450  | 1.417  | 1.596  | 1.503  | 2.003  | 1.349      |

| Tập | Ngày phát sóng | Tỷ suất khán giả trung bình | Tỷ suất khán giả trung bình | Tỷ suất khán giả trung bình |
| Tập | Ngày phát sóng | Nielsen Korea               | Nielsen Korea               | TNmS                        |
| Tập | Ngày phát sóng | Toàn quốc                   | Seoul                       | Toàn quốc                   |
| --- | -------------- | --------------------------- | --------------------------- | --------------------------- |
| 1 | 11/10/2021     | 6,2% (12th)                 | 6,2% (10th)                 | 6,8% (10th)                 |
| 2 | 12/10/2021     | 6,7% (9th)                  | 5,9% (9th)                  | 6,7% (10th)                 |
| 3 | 18/10/2021     | 6,5% (11th)                 | 6,4% (9th)                  | 6,5% (12th)                 |
| 4 | 19/10/2021     | 5,9% (13th)                 | 5,6% (12th)                 | 6,2% (12th)                 |
| 5 | 25/10/2021     | 5,7%(13th)                  | 4,9% (16th)                 | 5,6% (13th)                 |
| 6 | 26/10/2021     | 5,5% (14th)                 | 4,8% (16th)                 | 5,9% (14th)                 |
| 7 | 01/11/2021     | 7,0% (9th)                  | 6,3% (10th)                 | 7,2% (8th)                  |
| 8 | 02/11/2021     | 7,6% (6th)                  | 7,2% (6th)                  | 7,1% (9th)                  |
| 9 | 08/11/2021     | 7,8% (8th)                  | 7,8% (7th)                  | 6,8% (11th)                 |
| 10 | 09/11/2021     | 7,2% (7th)                  | 7,0% (7th)                  | 6,5% (11th)                 |
| 11 | 15/11/2021     | 7,1% (10th)                 | 6,4% (12th)                 | 6,7% (9th)                  |
| 12 | 16/11/2021     | 8,8% (4th)                  | 8,7% (4th)                  | 7,3% (9th)                  |
| 13 | 22/11/2021     | 10,0% (4th)                 | 9,4% (4th)                  | 8,5% (8th)                  |
| 14 | 23/11/2021     | 9,6% (4th)                  | 8,7% (4th)                  | 9,3% (6th)                  |
| 15 | 29/11/2021     | 9,9% (4th)                  | 9,4% (4th)                  | 8,4% (7th)                  |
| 16 | 30/11/2021     | 8,8% (7th)                  | 8,1% (6th)                  | 7,7% (9th)                  |
| 17 | 06/12/2021     | 8,4% (7th)                  | 8,0% (6th)                  | 7,4% (8th)                  |
| 18 | 07/12/2021     | 9,4% (4th)                  | 8,4% (3rd)                  | —                           |
| 19 | 13/12/2021     | 9,3% (5th)                  | 8,8% (4th)                  | 7,8% (8th)                  |
| 20 | 14/12/2021     | 12,1% (3rd)                 | 11,4% (2nd)                 | 10,3% (4th)                 |
| Trung bình | Trung bình     | 7,98%                       | 7,47%                       | 7,3%                        |
| - Số màu xanh thể hiện xếp hạng thấp nhất và số màu đỏ thể hiện xếp hạng cao nhất. - NR biểu thị bộ phim không được xếp hạng trong số 20 chương trình hàng ngày hàng đầu vào ngày đó. |                |                             |                             |                             |

1. ↑  Số liệu này chưa tính đến tỷ suất lượt xem  của tập 18 không được xác định.